# Amphilochus kailua
Amphilochus kailua is een vlokreeftensoort uit de familie van de Amphilochidae. De wetenschappelijke naam van de soort werd in 1970 voor het eerst geldig gepubliceerd door Jerry Laurens Barnard.